# Bury St Edmunds
Bury St Edmunds é uma cidade e paróquia civil do distrito de St Edmundsbury, no Condado de Suffolk, na Inglaterra. Sua população é de 41.900 habitantes (2015). Bury St Edmunds foi registrada no Domesday Book de 1086 como Villa Sancti Eadmundi.

## Património
- Catedral de St Edmundsbury
- Casa de Northgate
- Abadia de Bury St Edmunds